# Pro-Environment Polska
Pro-Environment Polska Sp. z o.o. – oficjalny dystrybutor aparatury PerkinElmer w Polsce od 2015 roku.
Dostawca aparatury analitycznej i badawczej oraz akcesoriów i materiałów zużywalnych dla branży chemicznej, farmaceutycznej, biotechnologicznej, jakości żywności i ochrony środowiska. Firma dystrybuuje aparaturę z technik spektroskopowych, w tym analizy pierwiastkowej, chromatograficznych, spektrometrii mas, analizy termicznej, technik łączonych, a także obrazowania i czytników płytek.
Od 2017 roku firma zajmuje się również działalnością naukowo-badawczą poprzez realizację projektów B+R mających na celu opracowanie czujników wykrywających laktozę, metale ciężkie, gluten, fruktany oraz szkodliwe metabolity pleśni w żywności.
W 2019 roku firma uzyskała certyfikat ISO 9001:2015.